# Quinta Normal
Quinta Normal é uma das 32 comunas que compõem a cidade de Santiago, capital do Chile.
A comuna limita-se: a norte com Renca; a sudeste com Santiago; a sul com Estación Central; a sudoeste com Lo Prado; a oeste com Pudahuel